# ギヴ・モア・ラヴ
| 専門評論家によるレビュー | 専門評論家によるレビュー |
| 総スコア                 | 総スコア                 |
| 出典                     | 評価                     |
| ------------------------ | ------------------------ |
| Metacritic               | 55/100                   |
| レビュー・スコア         |                          |
| 出典                     | 評価                     |
| オールミュージック       | [ 5 ]                    |
| ローリング・ストーン     | [ 6 ]                    |
| タイムズ                 | [ 7 ]                    |
| Express & Star           | 7/10                     |

『ギヴ・モア・ラヴ』(Give More Love) は、イングランドのミュージシャン、リンゴ・スターの19枚目のスタジオ・アルバム。おもにロサンゼルスにスターが所有するゲストハウスのスタジオで録音され、ユニバーサル・ミュージック・エンタープライズ (UMe) から、2017年9月15日にリリースされたこのアルバムには、同じく元ビートルズのポール・マッカートニーをはじめ、従来からしばしば共演してきたジョー・ウォルシュ、デイヴ・スチュワート、ゲイリー・ニコルソン、ボブ・マローンや、オール・スター・バンドの面々が参加している。

## 背景
前作『Postcards from Paradise』のリリース後、スターは本作に着手し、また、リンゴ・スター&ヒズ・オール・スター・バンドのツアーをおこなった。当初は、長く協力関係にあるデイヴ・スチュワートの助けを借りてカントリー・アルバムをテネシー州ナッシュビルで作ろうと考えていたが、結局はほとんどのトラックは、ゲストハウスのスタジオで録音されることになった。このアルバムには、これまでスターのアルバムに協力してきた面々が加わっており、オール・スター・バンドのメンバーや元メンバーであるスティーヴ・ルカサー、ピーター・フランプトン、ジョー・ウォルシュ、エドガー・ウィンター、ティモシー・B・シュミットらが参加している。
元ビートルズのポール・マッカートニーは、2曲のトラックでベースを弾いており、バックボーカルも務めている。スターは事前に、Twitterを通してアルバムにマッカートニーが参加することを告知していた。
このアルバムには10曲のオリジナル・トラックと、4曲のボーナス・トラックが収められている。ボーナス・トラックはいずれもスターがかつてリリースした曲の再録音である。スターのシングル曲である「バック・オフ・ブーガルー (Back Off Boogaloo)」の再録音は、引越しの際に発見されたというこの曲の当初のオリジナル・デモを基に、エレクトリック・ライト・オーケストラ (ELO) のジェフ・リンとイーグルスのジョー・ウォルシュがギターを弾いている。「フォトグラフ (Photograph)」やビートルズ時代の「ドント・パス・ミー・バイ」の再録音では、アメリカ合衆国のバンドであるヴァンダヴィアーと、また「ユー・キャント・ファイト・ライトニング」はアルバータ・クロスと共演しているが、これらは、スターの誕生日イベント「ピース＆ラヴ・バースデイ」で2016年に披露されたカバー演奏を気に入ったスターが、改めてスタジオで彼らの演奏を録音し、自らのボーカルを入れたものである。
スターは、77歳の誕生日を迎えた2017年7月7日に正式にアルバムの発表を告知し、同時にタイトル曲をストリーミングとデジタル・ダウンロードで配信するシングルとしてリリースした。次いで、マッカートニー、ルカサー、ウォルシュ、ウィンターが参加した「ウィアー・オン・ザ・ロード・アゲイン (We're On the Road Again)」が、2枚目のシングルとして2017年7月17日にリリースされた。カントリー曲の「ソー・ロング・フォー・ソー・ロング (So Wrong For So Long)」は2017年8月18日にリリースされた。「スタンディング・スティル (Standing Still)」は2017年9月8日に最後のシングルとしてリリースされた。

## リリースと反響
『ギヴ・モア・ラヴ』は、リリース後に賛否さまざまな評価を受けた。『ローリング・ストーン』誌のウィル・ハームスは、スターのことを「ロックにおける、いたずら好きなミニマリストのイドにして、永遠に楽天的なエメリタス (rock's mischievously minimalist id and Eternal-Optimist Emeritus)」とし、このアルバムを「よく熟成されたオールスターのキャンディーグラム (a well-timed all-star candygram)」と評した。オールミュージックのスティーヴン・トマス・アールワインは、「これは胴着の近くでカードを扱っているような類のアルバムではなく、タイトルからもわかるように心を開いた、優しい音楽である (this isn't the kind of album that plays its cards close to the vest; as the title suggests, this is open-hearted, kind music)」と述べた。このアルバムは、2010年代にスターが発表した他のソロ作品との比較でも、好不評両方の見解が出されている。

## トラックリスト
| #         | タイトル                                                           | 作詞・作曲                                   | 時間  |
| --------- | ------------------------------------------------------------------ | -------------------------------------------- | ----- |
| 1.        | 「ウィアー・オン・ザ・ロード・アゲイン (We're on the Road Again)」 | リチャード・スターキー スティーヴ・ルカサー  | 4:24  |
| 2.        | 「ラファブル (Laughable)」                                         | スターキー ピーター・フランプトン            | 2:58  |
| 3.        | 「ショー・ミー・ザ・ウェイ (Show Me the Way)」                     | スターキー ルカサー                          | 4:42  |
| 4.        | 「スピード・オブ・サウンド (Speed of Sound)」                      | スターキー リチャード・マークス              | 3:46  |
| 5.        | 「スタンディング・スティル (Standing Still)」                      | スターキー ゲイリー・バー （ 英語版 ）       | 3:06  |
| 6.        | 「キング・オブ・ザ・キングダム (King of the Kingdom)」             | スターキー ヴァン・ダイク・パークス          | 4:36  |
| 7.        | 「エレクトリシティ (Electricity)」                                 | スターキー グレン・バラード （ 英語版 ）     | 3:38  |
| 8.        | 「ソー・ロング・フォー・ソー・ロング (So Wrong for So Long)」      | スターキー デイヴ・スチュワート              | 4:03  |
| 9.        | 「シェイク・イット・アップ (Shake It Up)」                         | スターキー ゲイリー・ニコルソン （ 英語版 ） | 3:02  |
| 10.       | 「ギヴ・モア・ラヴ (Give More Love)」                              | スターキー ニコルソン                        | 4:01  |
| 合計時間: | 合計時間:                                                          | 合計時間:                                    | 38:16 |

| #         | タイトル                                                                                        | 作詞・作曲                           | 時間  |
| --------- | ----------------------------------------------------------------------------------------------- | ------------------------------------ | ----- |
| 11.       | 「バック・オフ・ブーガルー (Back Off Boogaloo)」                                                | スターキー ジョージ・ハリスン [ 13 ] | 2:55  |
| 12.       | 「ドント・パス・ミー・バイ (Don't Pass Me By)」(featuring Vandaveer)                            | スターキー                           | 3:38  |
| 13.       | 「ユー・キャント・ファイト・ライトニング (You Can't Fight Lightning)」(featuring Alberta Cross) | スターキー                           | 4:21  |
| 14.       | 「フォトグラフ (Photograph)」(featuring Vandaveer)                                              | スターキー ハリスン                  | 3:35  |
| 合計時間: | 合計時間:                                                                                       | 合計時間:                            | 52:45 |

## チャート
| チャート（2017年）           | 最高位 |
| ---------------------------- | ------ |
| オーストリア (Ö3 Austria)    | 65     |
| ベルギー (Ultratop Flanders) | 94     |
| ベルギー (Ultratop Wallonia) | 43     |
| チェコ (ČNS IFPI)            | 18     |
| フランス (SNEP)              | 49     |
| ドイツ (Offizielle Top 100)  | 69     |
| スコットランド (OCC)         | 76     |
| スペイン (PROMUSICAE)        | 71     |
| スイス (Schweizer Hitparade) | 51     |
| US Billboard 200             | 128    |